# Chesterton-Range-Nationalpark
Der Chesterton-Range-Nationalpark (engl.: Chesterton Range National Park) ist ein Nationalpark im Südosten des australischen Bundesstaates Queensland.

## Lage
Er liegt 585 Kilometer westlich von Brisbane und 30 Kilometer nordöstlich von Morven.
In der Nachbarschaft liegen die Nationalparks Tregole und Carnarvon.

## Landesnatur
Der Nationalpark liegt im südöstlichen Teil der Chesterton Range, südwestlich der höchsten Erhebung des Gebirges, dem Mount Hotspur. Dort sind trockene Eukalyptuswälder geschützt.

## Zufahrt
Von Morven am Warrego Highway aus führt eine unbefestigte Stichstraße nach Nord-Nordosten durch den Westteil des Parks zum Dorf Winneba. Die Benutzung von allradgetriebenen Fahrzeugen wird empfohlen.